# Urelytrum
Urelytrum, rod od osam vrsta jednogodišnjeg raslinja (1) i trajnica iz porodice trava raširenih po tropskoj i južnoj Africi i Madagaskaru.. Dio je podtribusa Rhytachninae.
Većina vrsta su hemikriptofiti. Urelytrum isalense, madagaskarski je endem.

## Vrste
1. Urelytrum agropyroides (Hack.) Hack.
2. Urelytrum annuum Stapf
3. Urelytrum auriculatum C.E.Hubb.
4. Urelytrum digitatum K.Schum.
5. Urelytrum giganteum Pilg.
6. Urelytrum henrardii Chippind.
7. Urelytrum isalense A.Camus
8. Urelytrum muricatum C.E.Hubb.